# Air Canada Cargo
Az Air Canada Cargo egy kanadai teherszállító légitársaság, az Air Canada leányvállalata. A légitársaság az Air Canada és az Air Canada Jazz által üzemeltetett és speciálisan átalakított repülőgépeken szállít rakományt több mint 150 belföldi és nemzetközi célállomásra.
Az Air Canada Cargo székhelye Torontóban található. A légitársaság bázisrepülőterei a Montréal–Trudeau nemzetközi repülőtér, a Toronto Pearson nemzetközi repülőtér, a Calgary nemzetközi repülőtér, a Vancouver nemzetközi repülőtér, London-Heathrow-i repülőtér és a Frankfurti repülőtér.

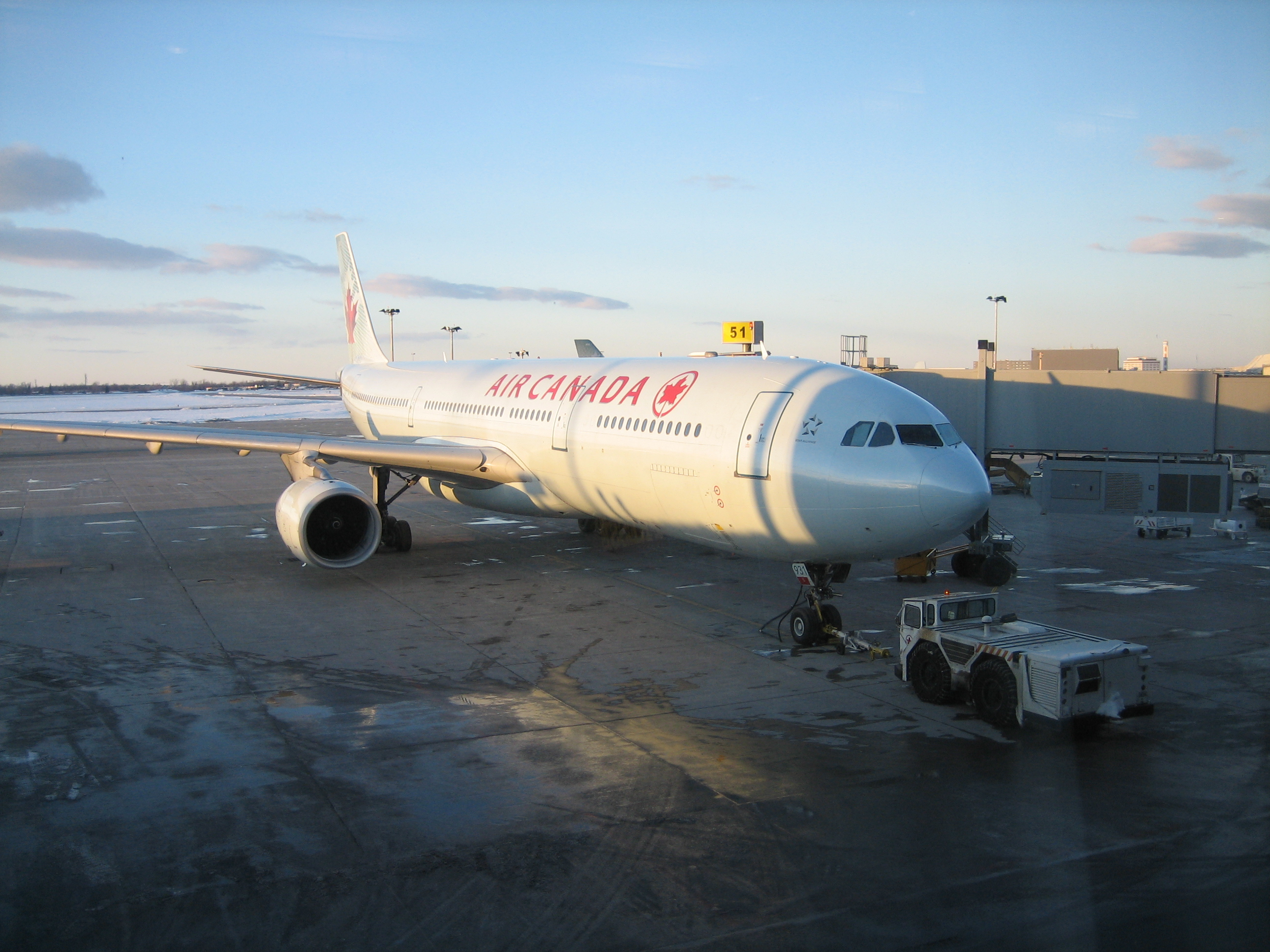
Az Air Canada Airbus A330-300-as repülőgépe a Montréal–Trudeau nemzetközi repülőtéren

## Flotta és úti célok
Az Air Canada Cargo több mint 150 célállomást szolgál ki közvetlen járataival, valamint a légitársaságok közötti kiterjedt partneri kapcsolatai és teherfuvarozási hálózata révén további több mint 450 célállomást szolgál ki a világ piacainak többségén.
A Covid-19 világjárvány idején az Air Canada Cargo ideiglenesen átalakított 4 darab Boeing 777-es és 3 darab Airbus A330-as repülőgépet kezdett el használni, amelyekben az utastérben eltávolították az üléseket, hogy további szabad rakteret biztosítsanak a légitársaságnak.
Az Air Canada Cargo flottája 25 darab Air Canada Rouge Boeing 767-300ER repülőgépből fog állni, amelyek közül az első 2021 októberében áll majd szolgálatba. Ezek a teherszállító repülőgépek Miami, Quito, Lima, Mexikóváros és Guadalajara városát fogják kiszolgálni Torontóból, az első alkalom hogy a légitársaság teherszállító járatokat indít ezekre a célállomásokra. 2022 elejétől további célállomásokat fog kiszolgálni a légitársaság, többek között Halifax-et, St. John's-t, Madridot és Frankfurtot, amint újabb teherszállító gépek állnak szolgálatba.

## Szolgáltatások

### Speciális szállítás
Az Air Canada Cargo több szolgáltatást kínál a speciális feltételeket követelő áruk szállításához.

#### Absolute
A rendkívül idő- és hőmérsékletérzékeny árukat, amelyek pontos hőmérsékleti feltételeket igényelnek (-20°C és +25°C között), hőmérséklet-szabályozott konténerekben tudják szállítani. A konténereket szárazjég vagy elektromosság segítségével tartják a megfelelő hőmérsékleten.

#### Pharmacair
A Pharmacair szolgáltatás alkalmas hőmérséklet-szabályozást nem igénylő gyógyszeripari és egészségügyi árukat szigetelt dobozokban vagy konténerekben szállítani.

#### Fresh
A Fresh szolgáltatás előre becsomagolt friss gyümölcsök, zöldségek, virágok, vadhús, homár, halak és egyéb tenger gyümölcsei számára nyújt hőmérséklet-szabályozott szállítást.

#### DGR
A DGR szolgáltatással gyúlékony és mérgező anyagokat, radioaktív anyagokat, robbanásveszélyes és maróanyagokat illetve belső égésű motorral rendelkező gépeket lehet szállítani.

#### Animals
Az Animals az Air Canada Cargo állatok szállítására specializálódott szolgáltatása.

#### Secure
A Secure kifejezetten olyan áruk biztonságos és védett szállítását biztosítja, amelyek ismert értéke több mint 1000 dollár/kg, vagy amelyekre a feladója az árutól függetlenül egy kilogrammonként azonos összegű biztosítást köt.

### Teherszállító drónszolgáltatás
Az Air Canada Cargo a Drone Delivery Canada vállalattal együttműködve létrehozta Észak-Amerika első teherszállító drón szolgáltatását. Azzal a céllal hozták létre, hogy a nehezen megközelíthető helyekre is el lehessen juttatni gyorsan az árukat. Az Air Canada Cargo drónflottája a következő járművekből áll: